# Holland (cantante)
Go Tae-Seob ((en hangul, 고태섭); nacido el 4 de marzo de 1996 en Seúl), es conocido por su nombre artístico Holland (en hangul, 홀랜드), es un cantante, modelo y actor surcoreano. Realizó su debut en enero de 2018 con el lanzamiento del sencillo "Neverland". 

## Carrera
Holland lanzó su primer sencillo, "Neverland", el 22 de enero de 2018. Su vídeo musical acumuló más de 1 millón de visitas en menos de 24 horas. En una parte del video se muestra a Go Tae-Seob besando a un chico. El vídeo recibió una calificación de +19 en Corea del Sur y en la plataforma de Youtube.
Regresó el 6 de junio con su próximo sencillo, "I'm Not Afraid". El video musical también recibió una calificación de 19+, pero fue eliminado poco después. Su tercer sencillo, "I'm So Afraid", fue lanzado el 17 de julio. 
El 6 de septiembre, Holland lanzó una campaña de micromecenazgo para ayudar a financiar su primer miniálbum. Recaudó $ 40,000 en las primeras 24 horas.
El 21 de agosto de 2018, Holland anunció que su club de fans se llamará “Harling” (La combinación de Holland y la palabra cariño escrita en inglés).
El 19 de marzo de 2019, anunció su miniálbum homónimo, Holland, y las canciones "Nar_C" y "Up" en sus páginas de Twitter e Instagram. El álbum fue lanzado el 31 de marzo de 2019 a las 6PM KST.

## Vida personal
Es conocido como "el primer artista de K-pop abiertamente gay". La familia de Holland está compuesta por él, su madre y su padre. Sus padres se enteraron de su sexualidad después de que se publicara un artículo de una entrevista; no estaba en casa en ese momento, había escrito una carta a su familia después de que se habían enterado y les habían explicado todo. Su familia lo aceptó entre lágrimas, sin darse cuenta de las dificultades por las que había pasado por su sexualidad.
Decidió hacer su debut como cantante para hablar en base a sus experiencias con agresores violentos y víctimas infligidas a minorías sexuales. Mientras preparaba el álbum, intentó firmar varias agencias para su debut, pero el acuerdo se rompió cuando contó la historia de la minoría sexual a través de la música y expresó su deseo de desarrollar un discurso sobre la discriminación contra la minoría sexual en su propia forma. Al final, produjo su primer sencillo con el dinero que ahorró de su trabajo a tiempo parcial durante aproximadamente dos años sin una agencia.